# Cimetière de San José (Grenade)
Le Cimetière de San José est un cimetière espagnol situé dans la ville de Grenade, en Espagne.
Il est situé près du Généralife, à l'est de la ville, dans l'ensemble monumental de l'Alhambra. Il occupe  110 000 mètres carrés distribués en 19 patios .

## Histoire
Le cimetière actuel est créé à partir du cimetière de la Barreras, construit en 1805, près du Palais de los Alixares, en raison d'une épidémie de fièvre jaune dans la ville.
Suivant les directives de la Real Cédula de 1787 du roi Charles III, il est situé hors de la ville de Grenade.
Durant la guerre civile espagnole, le cimetière est le lieu de fusillades massives. Des milliers de personnes y sont assassinés par les nationalistes.

## Personnalités inhumées
- Ana Orantes (1937-1997), victime symbolique de la violence conjugale en Espagne[2].

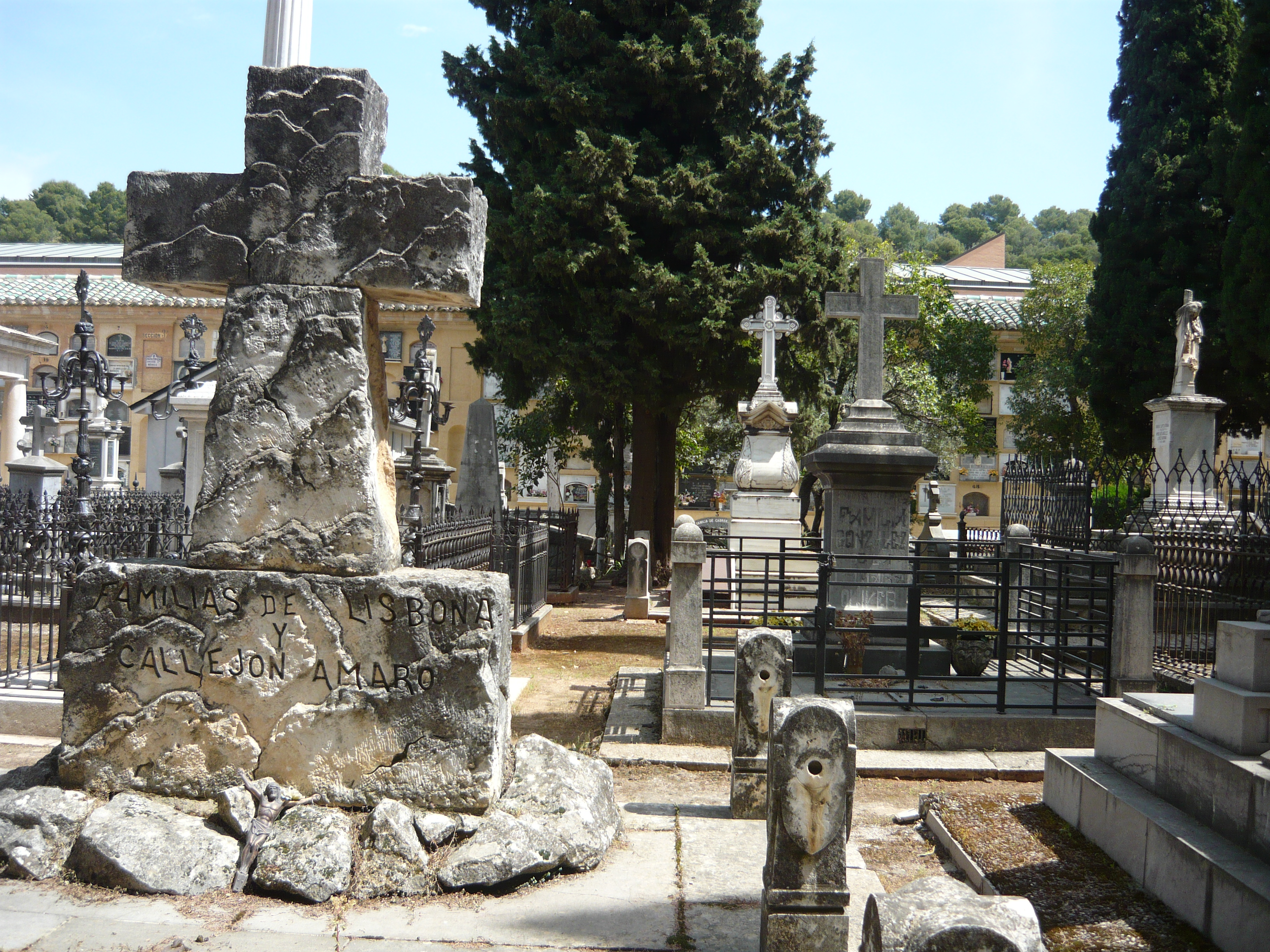
Panthéons du premier patio du cimetière.